# Helena Javornik
Helena Javornik, född 26 mars 1966 i Celje, är en slovensk friidrottare som springer alla distanser från 1 500 meter till maraton.

## Meriter
Javornik är innehavare av det slovenska rekordet på 10 000 meter med 31.06,63 minuter, satt vid Sommar-OS 2004 (10:e plats). 1993 vann hon Maratona di Venezia. 1995 vann hon Wien maraton. Hon vann Göteborgsvarvet 2006.

## Personliga rekord
- 1 500 meter - 4.06,77 minuter (2000)
- 3 000 meter - 8.50,71 minuter (2000)
- 5 000 meter - 15.15,40 minuter (1999)
- 10 000 meter - 31.06,63 minuter (2004)
- Halvmaraton - 1:09.22 timmar (2004)
- Maraton - 2:27.33 timmar (2004)